# Oddział pułkownika Kutiepowa
Oddział pułkownika Kutiepowa (ros. Отряд полковника Кутепова) – ochotnicza jednostka wojskowa białych o charakterze partyzanckim podczas wojny domowej w Rosji.
Na przełomie 1917 i 1918 r. nad Donem zostało sformowanych szereg ochotniczych oddziałów partyzanckich. Jednym z nich był oddział płk. Aleksandra P. Kutiepowa, komendanta miasta Taganrog, utworzony tam 30 grudnia 1917 r. W jego skład wchodziły 3 Oficerska (Gwardyjska) Kompania i dwie kompanie 2 Oficerskiego Batalionu z Rostowa nad Donem. W styczniu 1918 r. oddział 2-krotnie rozbił siły bolszewickie w rejonie Matwiejewa Kurgana, na północ od Taganroga, ponosząc jednak duże straty. Zdławił też bolszewickie powstanie, które wybuchło w Taganrogu. Pod koniec stycznia został przerzucony pod stację Morskaja, gdzie powstrzymał natarcie bolszewickiej kawalerii. Następnie przeniesiono go do Rostowa do rezerwy, gdzie przeorganizowano go w 3 Oficerski Batalion. Wkrótce wszedł w skład Armii Ochotniczej.